# Kozjak Dam
Kozjak Dam är en dammbyggnad i Nordmakedonien. Den ligger i den centrala delen av landet, 24 kilometer sydväst om huvudstaden Skopje. Kozjak Dam ligger 380 meter över havet.
Terrängen runt Kozjak Dam är kuperad åt nordost, men åt sydväst är den bergig. Kozjak Dam ligger nere i en dal. Runt Kozjak Dam är det ganska tätbefolkat, med 54 invånare per kvadratkilometer.. Närmaste större samhälle är Želino, 15,3 kilometer nordväst om Kozjak Dam. 
I omgivningarna runt Kozjak Dam växer i huvudsak blandskog.